# Shut ’Em Down
Shut 'Em Down — третий студийный альбом американской хардкор-рэп-группы Onyx, выпущенный 2 июня 1998 года лейблами JMJ Records и Def Jam. Альбом был спродюсирован Keith Horne и Self при содействии DJ Scratch из EPMD, Bud’da и Latief. В записи альбома приняли участие рэперы X1, DMX, тогда никому неизвестный 50 Cent, Still Livin из группы Gang Green, All City, Mr. Cheeks из Lost Boyz, Wu-Tang Clan, N.O.R.E., Big Pun и другие.
Shut 'Em Down дебютировал под номером 10 в чарте Billboard 200 и под номером 3 в чарте Top R&B/Hip Hop Albums в американском журнале Billboard. Альбом содержит 3 сингла, которые попали в чарты журнала Billboard: «The Worst», «Shut 'Em Down» и «React». Альбом был плохо воспринят публикой, несмотря на то, что было продано около 500 тысяч копий.

## Предыстория
Shut 'Em Down изначально должен был выйти 17 марта 1998 года, но выпуск был отложен до 17 апреля, затем до 19 мая, и наконец альбом был выпущен 2 июня.
Chyskillz изначально был выбран в качестве основного продюсера 3-го альбома группы Onyx, об этом написал журнал Billboard 13 июля 1996 года.

В феврале 1998 года в телефонном интервью для MTV Sticky Fingaz рассказал о новом альбоме:
«…Это похоже на комбинацию обоих (первых двух) альбомов, выведенных на следующий уровень. 'All We Got Iz Us' был более эгоистичным, это был тёмный альбом. В этом альбоме есть элементы обоих, смешанный стиль. В записи альбома приняли участие Nas и Wu-Tang».

## Запись и продакшн
Альбом был записан в Нью-Йорке и Лос-Анджелесе. В записи альбома приняли участие рэперы X1, DMX, Chocolate, Clay The Raider (также известный как Scarred 4 Life), тогда никому неизвестный 50 Cent, Bonifucco, Still Livin из группы Gang Green, Tracy 'Sunshine' Woodall, Bubba Smith, All City (J. Mega и Greg Valentine), Mr. Cheeks, Killa Sin, Method Man, Raekwon, N.O.R.E. и Big Pun. Большая часть альбома была спродюсирована Self и Keith Horne при содействии DJ Scratch в песнях «Street Nigguz», «Conspiracy» и «Black Dust», Bud’da также спродюсировал песни «React» и «Ghetto Starz». Latief сделал музыку для совместного трека с Wu-Tang Clan под названием «The Worst».
Согласно Keith Horne, одному из продюсеров альбома Shut 'Em Down, этот альбом технически был 4-м по счёту альбомом Onyx. Было записано материала на два альбома, но в итоге вышел только один альбом. Keith Horne сделал с Onyx 11 песен, но только 5 из них попали на альбом: «Raze It Up», «Broke Willies», «Rob & Vic», «Take That» и «Overshine». По словам Keith Horne, трек «Take That» был урезан, чтобы не делать двойной альбом. Песня «Broke Willies» содержит сэмпл песни The Rolling Stones «Miss You».
Продюсер Self был представлен группе Onyx их дорожным менеджером Eat 'Em Up. Self спродюсировал 7 треков для альбома, но только 5 из них были включены на альбом. Он спродюсировал сингл Shut 'Em Down, на котором принял участие DMX. Он также сделал ремикс на эту песню с участием Big Pun.

## Shut 'Em Down (Exclusive Advance)
В феврале 1998 года лейбл Def Jam выпустил на CD проморелиз в картонном конверте Shut 'Em Down (Exclusive Advance). Содержание этого диска значительно отличалось от финальной версии альбома: «Broke Willies» первоначально был назван «Stones», «Rob & Vic» первоначально был назван «Love Of Money» и имел совершенно другой бит. Трек «I Don’t Wanna Die» был впоследствии удалён, поскольку R. Kelly не дал разрешение на использование его припева. В треке «Ghetto Starz» был куплет X1, «Overshine» не был скрытым треком, в треке «Black Dust» строчка из куплета Sonny Seeza была впоследствии урезана, а «The Worst» был назван «Onyx vs. Wu-Tang». Кроме того, оригинальная обложка альбома была слишком похожа на обложку альбома All We Got Iz Us и участники Onyx подумали, что люди могут запутаться, поэтому они изменили её.

## 40-я церемония «Грэмми»
40-я церемония «Грэмми» состоялась в концертном зале Radio City Music Hall в Нью-Йорке вечером 25 февраля 1998 года. Sticky Fingaz рассказал Ol' Dirty Bastard свой план, заключающийся в том, чтобы выбежать на сцену и прорекламировать новый альбом Onyx Shut 'Em Down, однако участник Wu-Tang Clan опередил его, потому что его группа не выиграла награду в номинации «Лучший рэп-альбом».
«…В то время мне нужно было прорекламировать альбом 'Shut 'Em Down'… Я и мой диджей LS One, у нас даже не было билетов на церемонию Грэмми… мы просто прошли через службу безопасности, разговаривали друг с другом, как будто мы должны были быть здесь… Я пошёл в туалет, я вымыл руки, и я посмотрел на зеркало и увидел ниггера O.D.B., я сказал: 'Кто это, чёрт возьми? Как дела, мой ниггер?!' Я сказал O.D.B., что я собираюсь пойти и закрыть всю эту церемонию на хрен, поднимусь на сцену и продвину мой чёртов альбом. Я рассказал ему свой план, на что он ответил 'Хорошо! Давай! Делай это!'. По пути я остановился, чтобы поговорить с девушкой… O.D.B. был с U-God. Я был со своим диджеем LS One, поэтому я спросил его 'Йоу! LS, где этот ниггер Dirty?'. Он ответил 'Я не знаю'. Мы идём в зрительный зал, открываем дверь, и кого я вижу на сцене? O.D.B. Моя реакция была примерно такая: „Этот мазафакер украл мою идею, и сделал это без меня?».

Ol' Dirty Bastard украл его идею, и сделал это без него. Поход Шон Колвин на подиум, чтобы забрать свою награду «Песня года», был прерван участником группы Wu-Tang Clan, Ol' Dirty Bastard, который украл микрофон, чтобы похвалить его группу, и его новую одежду, после того, как Wu-Tang Clan проиграл в номинации «Лучший рэп-альбом». Этим альбомом был Wu-Tang Forever. Они проиграли награду альбому Puff Daddy No Way Out. O.D.B. призвал толпу „успокоиться“ и начал свою уводящую в сторону от истины речь:
«…Я пошёл и купил себе этот костюм, и он стоил мне очень многих денег, потому что я осознавал, что Wu-Tang победит! Я не знаю, как вы смотрите на это, но если дело касается детей, то знайте, что Wu-Tang для детей! Мы учим детей! Паффи хорош, но Wu-Tang — лучшие! Я хочу, чтобы вы знали, что это O.D.B. и я люблю вас всех! Мир!».
Стики упомянул об этом инциденте в ремиксе на трек «Shut 'Em Down»: «Я тот, кто рассказал Ol' Dirty, как сорвать церемонию Грэмми» («I’m the one who told Ol' Dirty to shut down the Grammys»)

## Промокампании Def Jam
В 1997 году лейбл Def Jam выпустил серию из 5 аудиокассет под названием The Unstoppable Def Jam Sampler: Foxy Brown, LL Cool J, Method Man, Redman, EPMD. На каждой кассете был изображён один артист лейбла Def Jam в виде персонажа комикса. Упаковка открывалась как пачка сигарет. На всех кассетах были одни и те же 11 треков от артистов лейбла Def Jam. На всех кассетах был один и тот же трек Onyx «Face Down».
В мае 1998 года с целью поддержки большого тура Survival Of The Illest лейбл Def Jam выпустил серию из 3 компакт-дисков под названием Survival Of The Illest, Vol. 1/2/3 (Limited Collector’s Edition CD). Первый такой промодиск был выпущен как бонус-диск вместе с альбомом DMX It’s Dark And Hell Is Hot 19 мая 1998 года. На него вошло 11 треков группы Onyx, 10 из которых вошли на альбом Shut 'Em Down. Ещё один трек — это фристайл «See You In Hell, Pt. 2», записанный для микстейпа DJ Clue The Curse Of The Clue (1997), этот фристайл можно найти на сборнике Cold Case Files: Vol. 1 (2008). Второй промодиск был выпущен как бонус-диск вместе с альбомом группы Onyx Shut 'Em Down 2 июня 1998 года. Третий промодиск был выпущен как бонус-диск вместе с альбомом группы Def Squad El Nino 30 июня 1998 года.
В мае 1998 года в поддержку большого тура Survival Of The Illest лейбл Def Jam выпустил серию из 2 виниловых пластинок под названием Survival Of The Illest Vol. 1 и Survival Of The Illest Vol. 2, на которые вошли новые треки от DMX, Onyx и Def Squad. На первый сборник вошли треки Onyx из альбома Shut 'Em Down: «React» (Radio Edit) и «React» (TV Track). На 2-й сборник вошли треки ONYX из альбома Shut 'Em Down: «Broke Willies» (Radio Edit) и «Broke Willies» (TV Track).
В 1999 году лейбл Def Jam выпустил серию из 8 компакт-дисков под названием The Unstoppable Def Jam Sampler: Redman, Foxy Brown, Public Enemy, DMX, Onyx, LL Cool J, Method Man, EPMD. На каждом диске был изображён один артист лейбла Def Jam в виде персонажа комикса. На каждом диске было по 6 треков от артистов лейбла. На дисках Method Man и EPMD находился фристайл ONYX «See You In Hell», записанный для микстейпа DJ Clue в 1997 году.
В 1999 году лейбл Def Jam выпустил серию из 2 компакт-дисков под названием The Unstoppable Def Jam Sampler Vol I и The Unstoppable Def Jam Sampler Vol II. На каждом диске было изображено 4 артиста лейбла Def Jam в виде персонажей комикса. На каждом диске было по 12 треков от артистов лейбла. На первом диске находился фристайл Onyx «See You In Hell», записанный для микстейпа DJ Clue в 1997 году.

## Последний альбом на лейбле Def Jam
Shut 'Em Down — это последний альбом, выпущенный Onyx на лейбле Def Jam. JMJ Records и Onyx были официально исключены из Def Jam в «Чёрный четверг» — 21 января 1999 года — потому что лейбл PolyGram, который в 1994 году купил у Sony 50 % лейбла Def Jam, был продан Seagram 10 декабря 1998 года.

Только 4 года назад Onyx «спасли Def Jam», как выразился Sticky Fingaz, но теперь они надеялись, что лейбл сохранит их. Их третий — и то, что станет их заключительным альбомом в Def Jam, Shut 'Em Down, едва ли стал «золотым».
«…Наше единство с Джем Мастер Джеем было разрушено, наше единство с лейблом было разрушено,» — говорит Стики, который однажды пришёл в офис и устроил истерику. «Я вышел из себя, я сбрасывал со стены золотые и платиновые таблички альбомов, раскидывал их повсюду, я был взбешён».

## Синглы
Было выпущено 4 сингла в поддержку выхода альбома: «The Worst», «Shut 'Em Down», «React», «Broke Willies».

Первый сингл, «The Worst», был выпущен 23 декабря 1997 года. Песня была записана при участии участников группы Wu-Tang Clan: Method Man, Raekwon и их партнёра Killa Sin. Песня появилась на саундтреке к фильму Ride, в котором также снялись все участники группы Onyx. Песня достигла 6 места в чарте «Hot Dance Music/Maxi-Singles Sales», 22 места в чарте on the «Hot Rap Singles», и 64 места в чарте Billboard's «Hot R&B/Hip-Hop Songs». Музыкальное видео было снято режиссёром Diane Martel, и изображает постапокалиптический мир, где рэп запрещён. Съёмки клипа происходили в районе Чайна-таун (Манхэттен) в декабре 1997 года. Премьера клипа состоялась 14 марта 1998 года на кабельном телеканале «The BOX». В феврале 1998 года, в интервью для MTV, Sticky Fingaz рассказал о совместном треке с Wu-Tang:
«…Это было совместное сотрудничество. Речь идёт о худших из худших, то есть о самых лучших. Мы худший кошмар для всех в хип-хопе. Эта песня чертовски мудрая».
Второй сингл, «Shut 'Em Down», был выпущен 3 февраля 1998 года. Песня была записана при участии DMX. Сингл был выпущен с промо стикером, на котором была надпись «From The Forthcoming Album 'Shut 'Em Down' In Stores March 17, 1998» («С готовящегося к выходу альбома 'Shut 'Em Down', который окажется на полках магазинов 17 марта 1998 года»). Песня дебютировала на 43 месте в чарте «Hot Rap Singles» 7 февраля 1998 года, достигла 26 места в чарте «Hot Dance Music/Maxi-Singles Sales», и 61 месте в чарте Billboard's «Hot R&B/Hip-Hop Songs». В интервью на радио White Label Radio, Fredro Starr рассказал историю о том, как группа Onyx записала заглавный трек. DMX пришёл на студию Sound On Sound Studios в Нью-Йорке на запись песни «Shut 'Em Down» в сопровождении своих питбулей и участников группы Ruff Ryders, но на съёмки клипа в Лос-Анджелесе он прилетел один с собаками! Видеоклип был снят Gregory Dark в декабре 1997 года и был выпущен на кабельном телеканале «The BOX» в феврале 1998 года.
Третий сингл, «React», был выпущен 2 июня 1998 года. Песня была записана при участии Bonifucco, X1, тогда никому неизвестного 50 Cent и Still Livin из группы Gang Green. Песня достигла 44 места в чарте «Hot Rap Singles», и 62 места в чарте Billboard's «Hot R&B/Hip-Hop Songs». Видеоклип на «React» был дебютной работой знаменитого режиссёра Little X, премьера которого состоялась в передаче «Rap City» на телеканале BET.
Четвёртый сингл, «Broke Willies/Ghetto Starz», был выпущен в сентябре 1998 года. Песня была записана при участии X-1 и Mr. Cheeks. Альтернативная радио версия песни «Broke Willies» была выпущена на синглах «React» и «Broke Willies». Грязная сингловая версия до сих пор не выпущена. Музыкальное видео снял режиссёр Little X 1 августа 1998 года, премьера которого состоялась в передаче «Rap City» на телеканале BET в сентябре 1998 года.
Группа Onyx переделала песню R. Kelly «I Believe I Can Fly», предлагая несколько контролируемую версию их, казалось бы, бесконечной ярости.

В феврале 1998 года, в телефонном интервью для MTV, Fredro Starr рассказал о значении песни «Raze It Up»:
«…'Raise It Up' — это представление о том, где вы находитесь, представление настоящего хип-хоп-дерьма, поэтому, где бы вы ни находились на другом конце, вы можете услышать это и знать о том, что мы знаем, что происходит».

## Оригинальные версии
В 2012 году была найдена оригинальная полная версия песни «Take That». Песня содержит куплеты от Fredro Starr и Sonny Seeza, которые были урезаны на альбоме. Также были найдены оригинальные версии песен «Raze It Up» и «Broke Willies» под оригинальным названием «We Comin' Thru Ya’ll». Обе песни содержат совершенно другую лирику. Все эти песни были включены на сборник Cold Case Files: Vol. 2.
В 2016 году была найдена оригинальная версия песни «Shut 'Em Down Remix». Песня содержит совершенно другую лирику от всех участников группы. Также присутствует куплет от X1, который не попал на альбом.

## Трибьют
В 2005 году «Shut 'Em Down (Remix)» был использован в видеоигре Grand Theft Auto: Liberty City Stories.
В 2012 году Монгольская хип-хоп-группа Ice Top записала в 2012 году кавер-версию трека Onyx «Shut 'Em Down Remix» под названием «Shartai / Шартай», и затем сняла видео на этот трек.
В 2014 году группа Onyx выпустила альбом #WakeDaFucUp, на котором была песня «The Tunnel», посвящённая Нью-Йоркскому клубу The Tunnel, в котором группа выступала несколько раз. В 1998 году группа Onyx была в клубе The Tunnel в воскресенье 31 мая 1998 года, куда они пришли с целью представить свой новый альбом Shut 'Em Down, который вышел через 2 дня, во вторник, 2 июня 1998 года.
В 2017 году в честь 19-й годовщины выхода альбома Shut 'Em Down рэпер из Атланты SickFlo, который также является участником движения группы Onyx, «100 MAD», выпустил трибьют видео «Shut 'Em Down».

## Приём критиков
| Оценки критиков | Оценки критиков |
| Источник        | Оценка          |
| --------------- | --------------- |
| The Source      | [ 31 ]          |
| Allmusic        | [ 32 ]          |
| Rolling Stone   | [ 33 ]          |
| Rate Your Music | 3.47/5          |
| Sputnikmusic    | 3.3/5           |

Альбом получил положительные оценки от критиков. Judson Kilpatrick из журнала Vibe сказал: «На своём третьем альбоме 'Shut 'Em Down' Onyx всё ещё звучит громко, мрачно и сердито. Но их обычные беспощадные лирические обстрелы теперь уравновешиваются несколькими мягкими треками, такими как 'Ghetto Starz' (на котором участвует радио-форматный участник группы Lost Boyz, рифмующий поверх громадного хита группы Queen 1980 года 'Another One Bites the Dust'). Onyx даже изменили песню 1973 года O’Jays „For the Love of Money“ в сообщение о взаимопомощи, пусть даже и наполненное сценами насилия.
Как говорит Sticky Fingaz на заглавном треке: 'Если мужчины — собаки, то я — ротвейлер'. 'Shut 'Em Down' — достойный альбом. На этот раз их биты немного более деликатные, а сама группа Onyx какая угодно, но только не мягкая.»
Soren Baker из The Source дал альбому 3 с половиной звезды из 5, сказав: «Их третий опус, Shut 'Em Down, приходит со звуком и настроением, которое находится где-то между их первыми двумя проектами. Волнение от «Raze It Up» и заглавного трека (который показывает ещё одно потрясающее исполнение от DМХ) понравится тем, кто жаждет более грубой стороны жизни. Onyx время от времени слабеет с их стараниями захватить эстетику R&B/хип-хопа. Очевидно, что после наблюдения за большинством их сверстников, которые победили с клубными песнями, бритоголовые решили последовать их примеру. В песне «Ghetto Starz» приняла участие всегда оживленная группа Lost Boyz, в то время как песня R. Kelly «I Believe I Can Fly» получает гетто реконструкцию на странной песне «I Don’t Wanna Die». Никаких сомнений, группе лучше подходит, когда они придерживаются своего оружия и оставляют это клубное дерьмо P-Diddy и его семье. Показывая более расширенный музыкальный репертуар, 'Shut 'Еm Down' вероятно, не обгонит текущее коммерческое положение рэп-игры, но, по большей части, он служит привлекательным напоминанием о том, почему эта команда из Куинса разнесла всё в первый раз.»
В сентябре 1998 года обозреватель музыкальной газеты «Живой звук», Дмитрий Аношин, в своей рецензии к альбому «Shut ’Em Down» отметил рекордное количество слов «fuck» на единицу времени, и назвал его саундтреком к боевику из жизни «чёрных» кварталов.
В августе 1998 года обозреватель музыкальной газеты Fuzz, Tha Ninon, в своей рецензии к альбому «Shut ’Em Down» отметил использование удачных сэмплов, густые басовые линии и истории «закомплексованных базарных „street nigguz“».
Shut 'Em Down является любимым альбомом Sticky Fingaz.

## Публикации в изданиях
В 2008 году веб-сайт DigitalDreamDoor поместил альбом в список 10 лучших рэп-, хип-хоп-альбомов 1998 года, которые нужно услышать.
| Издание          | Страна | Похвала                                        | Год  | Позиция |
| ---------------- | ------ | ---------------------------------------------- | ---- | ------- |
| DigitalDreamDoor | США    | Top 10 Must Listen To Rap, Hip-Hop Albums 1998 | 2008 | 10      |

## Список композиций
| #    | Название                | При участии                                                          | Продюсер(ы)                         | Семпл(ы) | Длительность |
| ---- | ----------------------- | -------------------------------------------------------------------- | ----------------------------------- | --- | ------------ |
| 01.  | «It Was Onyx (Skit)»    |                                                                      | Onyx                                | | 0:48         |
| 02.  | «Raze It Up»            |                                                                      | Keith Horne, Onyx (co-producer)     | - Yusef Lateef (piano) - Craig Mack — «Flava In Ya Ear» (1994) (drums) - Onyx — «Throw Ya Gunz» (1992) (elements)             | 4:00         |
| 03.  | «Street Nigguz»         | X1                                                                   | DJ Scratch                          | | 4:54         |
| 04.  | «Shut 'Em Down»         | DMX                                                                  | Self                                | - Jacques Brel — «Vieillir» (1977)                                                                                            | 3:58         |
| 05.  | «Broke Willies»         | X1                                                                   | Keith Horne, Onyx (co-producer)     | - The Rolling Stones — «Miss You» (1978)                                                                                      | 3:49         |
| 06.  | «For Nothin' (Skit)»    |                                                                      | Onyx                                | | 0:18         |
| 07.  | «Rob & Vic»             | X1, Choclatt Jared                                                   | Keith Horne                         | - The O’Jays — «For The Love Of Money» (1973) (resung elements) - Joe Delia — «Theme From King Of New York» (1990) (portions) | 4:54         |
| 08.  | «Face Down»             |                                                                      | Self                                | - EPMD — «Rampage» (feat. LL Cool J) (1990) - Iron Butterfly — «In-A-Gadda-Da-Vida» (1968) (elements)                         | 4:40         |
| 09.  | «Cops (Skit)»           |                                                                      | Onyx                                | - X1 — «My Time» (1997) | 0:51         |
| 10.  | «Conspiracy»            | X1, Clay The Raider                                                  | DJ Scratch                          | | 4:31         |
| 11.  | «Black Dust»            | X1                                                                   | DJ Scratch                          | | 3:54         |
| 12.  | «One Nation (Skit)»     |                                                                      | Onyx                                | | 0:37         |
| 13.  | «React»                 | Still Livin, Bonifucco, 50 Cent, X1, Clay The Raider                 | Bud’da                              | - Eastside Connection — «Frisco Disco» (1978) (elements)                                                                      | 4:09         |
| 14.  | «Veronica»              | Tracy «Sunshine» Woodall                                             | Self, Clay The Raider (co-producer) | - Bad Boys — «Veronica» (1985) (elements)                                                                                     | 4:29         |
| 15.  | «Fuck Dat»              | J. Mega (of All City), Greg Valentine (of All City), Bubba Smith, X1 | Self                                | | 4:58         |
| 16.  | «Ghetto Starz»          | Mr. Cheeks                                                           | Bud’da                              | - Kurtis Blow — «Christmas Rappin'» (1979) (replayed elements)                                                                | 3:34         |
| 17.  | «Take That»             |                                                                      | Keith Horne                         | - «Rhapsody Rabbit» (1946) (piano)                                                                                            | 1:27         |
| 18.  | «The Worst»             | Raekwon, X1, Killa Sin, Method Man                                   | Latief                              | - Quincy Jones — «Up Against The Wall» (1969) (elements) - Wu-Tang Clan — «Protect Ya Neck» (1993)                            | 5:34         |
| 18b. | «Overshine»             | All City (J. Mega and Greg Valentine)                                | Keith Horne                         | - The Isley Brothers — «Here We Go Again» (1980) (elements)                                                                   | 3:59         |
| 19.  | «Shut 'Em Down (Remix)» | N.O.R.E., Big Pun                                                    | Self                                | - Jacques Brel — «Vieillir» (1977)                                                                                            | 4:14         |

Примечания
- «The Worst» содержит скрытый трек «Overshine», который обозначен на альбоме под номером 18b.

## Невошедший материал
Песни, которые были записаны в 1996—1997 годах во время студийных сессий альбома «Shut 'Em Down», но были вырезаны из финальной версии альбома:
- «Mad World» (feat. Who$ane & X1) (prod. by Self Service)
- «My Time» by X1 (prod. by Self Service)
- «Hi Hoe»
- «Crime Stories»
- «Anything Goes»
- «See You In Hell»
- «See You In Hell, Pt. 2» (also known as «Livin' In Hell») (feat. X1)
- «Shut 'Em Down Remix» (Original Version) (feat. Noreaga, X1 and Big Pun) (prod. by Patrick Viala)
- «Wili’n Wili’n» (feat. All City and Gang Green)
- «Set It Str8» (feat. X1 and Dez from Gang Green)
- «Hydro» (prod. by Keith Horne)
- «Pussy On The Regular» (prod. by Keith Horne)
- «Take That» (Full Version) (prod. by Keith Horne)
- «Raze It Up» (Alternate Lyrics) (prod. by Keith Horne)
- «I Don’t Wanna Die» (prod. by Keith Horne)
- «Love Of Money» (feat. X1 and Chocolate) (prod. by Keith Horne)
- «We Comin' Thru Ya’ll» (prod. by Keith Horne)
- «Love Of Money '96» (feat. X1 and Chocolate) (Unreleased rock version with different lyrics)
- «Vissi D’Arte» (feat. Kathy Magestro) (prod. by Voelker Brothers)
- «Ghetto Starz» (feat. X1 and Mr. Cheeks) (prod. by Bud’da)
- «Hey!» (also known as «Bring It») (The Philadelphia Flyers half time anthem) (prod. by Keith Horne)

## Участники записи
Участники записи для альбома Shut 'Em Down взяты из AllMusic и CD буклета.
- Onyx — исполнитель, продюсер, исполнительный продюсер
- Jason Mizell — исполнительный продюсер
- Randy Allen — исполнительный продюсер
- Irv Gotti — A&R дирекция
- Khary «Eat 'Em Up» Lee — A&R дирекция
- Aaron Seawood — менеджмент
- Tom Coyne — мастеринг
- Jazz Young — маркетинг
- The Drawing Board — арт-дирекшн, дизайн
- Clay McBride — фотограф
- Connie Johnson — стилист
- Lydia High — координатор проекта
- DJ LS One — скрэтчи
- DMX — приглашённый артист, исполнитель, вокал
- The Lost Boyz — приглашённый артист
- Method Man — вокал
- Raekwon — вокал
- Bubba Smith — вокал
- Bud’da — продюсер
- DJ Scratch — продюсер
- Keith Horne — продюсер
- Patrick Viala — создание ремикса
- Tony Black — сведение, создание ремикса
- Don Elliott — engineer, сведение,
- Ken «Duro» Ifill — инженер, сведение
- Vinny Nicoletti — сведение
- John Klemmer — источник сэмплов
- J.R. Cobb — композитор
- Lowell Fulson — композитор
- Erin Hinson — композитор
- Ernie Isley — композитор
- Chris Jasper — композитор
- K. Jones — композитор
- Jimmy McCracklin — композитор
- Mr. Cheeks — композитор
- J.B. Moore — композитор
- Richard Rodgers — композитор
- Fred Scruggs — композитор
- Clifford Smith — композитор
- George Spivey — композитор
- T. Taylor — композитор
- K. Walker — композитор
- C. Woods — композитор

## Чарты

### Альбом
| Чарт (1998)                            | Высшая позиция |
| -------------------------------------- | -------------- |
| США (Billboard 200)                    | 10             |
| США (Billboard Top R&B/Hip-Hop Albums) | 3              |
| UK Albums (Official Charts Company)    | 136            |

### Синглы
| Год  | Песня           | Позиции в чартах  | Позиции в чартах                 | Позиции в чартах | Позиции в чартах                   |
| Год  | Песня           | Billboard Hot 100 | Hot R&B/Hip-Hop Singles & Tracks | Hot Rap Singles  | Hot Dance Music/Maxi-Singles Sales |
| ---- | --------------- | ----------------- | -------------------------------- | ---------------- | ---------------------------------- |
| 1997 | «The Worst»     | -                 | 64                               | 22               | 6                                  |
| 1998 | «Shut 'Em Down» | -                 | 61                               | 43               | 26                                 |
| 1998 | «React»         | -                 | 62                               | 44               | -                                  |